# ماساکان یونکورا
ماساکان یونکورا (ژاپنی: 米倉 斉加年؛ ۱۰ ژوئیهٔ ۱۹۳۴ – ۲۶ اوت ۲۰۱۴) بازیگر اهل ژاپن بود.
از فیلم‌ها یا برنامه‌های تلویزیونی که وی در آن نقش داشته‌است می‌توان به بلادونای غم و اندوه، رؤیای تورا-سان به حقیقت پیوست، عشق ممنوعه تورا-سان، زاتوایجی و یوجینبو، و ظهور و سقوط تورا-سان اشاره کرد.